# Ларін Олександр Сергійович
Ларін Олександр Сергійович (10 лютого 1959, Луганськ – 30 червня 2018, Київ) – український лікар-хірург, ендокринолог, доктор медичних наук, заслужений лікар України, директор Українського науково-практичного центру ендокринної хірургії, трансплантації ендокринних органів і тканин Міністерства охорони здоров'я України.

## Біографія
Олександр Ларін народився 10 лютого 1959 року в Луганську.
У 1982 році закінчив Луганський медичний інститут. Після проходження інтернатури за спеціальністю «хірургія» працював лікарем-хірургом хірургічного відділення поліклініки № 1 Московського райздороввідділу міста Києва.
У 1985-1995 рр.. працював в Інституті ендокринології та обміну речовин ім. В.П. Комісаренка на посадах лікаря-хірурга консультативної поліклініки, лікаря-хірурга хірургічного відділення, завідувача хірургічного відділення.
У 1994 році завдяки зусиллям Ларіна був заснований Український науково-практичний центр ендокринної хірургії, трансплантації ендокринних органів і тканин як головна науково-дослідна установа Міністерства охорони здоров’я України з питань ендокринології, ендокринної хірургії та трансплантації ендокринних органів і тканин.
У 1995 р. перейшов працювати до Центру ендокринної хірургії, який очолив у 2001 році, поєднавши діяльність хірурга та ендокринолога з функціями організатора охорони здоров'я.
У 1999 р. завершив навчання в Національній академії державного управління при Президентові України з дипломом магістра державного управління.
На посаді директора Українського науково-практичного центру ендокринної хірургії, трансплантації ендокринних органів і тканин виконував обов'язки головного редактора журналу «Клінічна ендокринологія та ендокринна хірургія» (заснований Центром у 2002 році). Входив до редакційної ради журналу «Проблеми ендокринної патології» і «Міжнародного ендокринологічного журналу».
З 2007 року – голова правління Асоціації хірургів-ендокринологів України.
Виконуючи обов'язки головного позаштатного спеціаліста МОЗ України зі спеціальності «Ендокринологія», Олександр Ларін працював над поліпшенням діяльності ендокринологічної служби України; брав активну участь у створенні державних медичних програм, наказів МОЗ України. Входив до Координаційної ради із виконання комплексної програми «Цукровий діабет». За його сприяння була організована кураторська робота у 9 областях України та укладені договори з управліннями охорони здоров'я обласних державних адміністрацій цих регіонів.
Лікар вищої кваліфікаційної категорії за фахом «хірургія», «ендокринологія», «організація охорони здоров'я»,  був членом Європейській асоціації з вивчення цукрового діабету, Європейської асоціації ендокринних хірургів.
Нагороджений Орденом «За заслуги» ІІ і ІІІ ступеня; Почесною грамотою Кабінету Міністрів України за внесок у розвиток сучасної науки й поліпшення якості лікувальної роботи.

## Наукова діяльність
Основні наукові роботи Олександра Сергійовича Ларіна присвячені розробці методів хірургічного лікування первинного гіперпаратиреозу, гормонально активних пухлин надниркових залоз, сучасних малоінвазійних хірургічних технологій лікування ендокринних захворювань; патогенезу, профілактики та лікування цукрового діабету та його ускладнень, а також клінічного застосування методів ксенотрансплантації клітинних культур ендокринних органів для лікування цукрового діабету, гіпотиреозу, гіпокортицизму.

## Наукові дослідження
Роль інтраопераційного електрофізіологічного моніторингу гортанних нервів у хірургії щитовидної залози // Клін. ендокринологія та ендокринна хірургія. 2009. № 4 (29)
Цукровий діабет 2-го типу у практиці сімейного лікаря: Практ. допомога. К., 2013;
Комбінована ксенотрансплантація як метод пролонгації життєздатності та функціонування трансплантата при лікуванні різних форм гіпокортицизму // Клин. ендокринологія та ендокринна хірургія. 2013. № 1 (42).
Хірургічне лікування раку щитовидної залози з урахуванням його клініко-морфологічних варіантів і прогностичних чинників: навч. дис. д-ра мед. Наук // Національна медична академія післядипломної освіти ім. П. Л. Шупика. - М., 2009. - 39 с.
Патогенетичне обґрунтування діагностики та хірургічного лікування багатовузлового зоба: навч. дис. канд. мед. наук: 14.01.03 // АМН України, Інститут хірургії та трансплантології. - М., 2002. - 22 с.
Вагітність і рак щитовидної залози: метод. річок. // М .: Преса України, 2010. - 51